# Añón de Moncayo
Añón de Moncayo (kurz Añón) ist ein nordspanischer Ort und eine Gemeinde (municipio) mit 216 Einwohnern (Stand: 2024) im Nordwesten der Provinz Saragossa im Westen der Autonomen Region Aragonien. Der Ort gehört zur bevölkerungsschwachen Serranía Celtibérica.

## Lage und Klima
Der Ort Añon de Moncayo liegt am Río Huecha zu Füßen der ca. 2315 m hohen Sierra de Moncayo etwa 84 km (Fahrtstrecke) nordwestlich der Provinzhauptstadt Saragossa nahe der Grenze zur Provinz Soria in einer Höhe von ca. 835 m; die sehenswerte Stadt Tarazona befindet sich gut 18 km nördlich. Das Klima ist gemäßigt bis warm; Regen (ca. 505 mm/Jahr) fällt übers Jahr verteilt.

## Bevölkerungsentwicklung
| Jahr      | 1857  | 1900 | 1950 | 2000 | 2017 |
| Einwohner | 1.075 | 979  | 954  | 304  | 200  |

Die Mechanisierung der Landwirtschaft, die Aufgabe bäuerlicher Kleinbetriebe und der damit verbundene Verlust von Arbeitsplätzen führten in der zweiten Hälfte des 20. Jahrhunderts zu einem deutlichen Bevölkerungsschwund (Landflucht).

## Wirtschaft
Jahrhundertelang lebten die Bewohner des Ortes direkt oder indirekt als Selbstversorger von der Landwirtschaft, zu der auch die Viehhaltung gehörte. Heute spielen Obstbaumplantagen eine wesentliche Rolle im Wirtschaftsleben des Ortes; außerdem werden Ferienwohnungen (casas rurales) vermietet.

## Geschichte
Keltische, römische und westgotische Siedlungsspuren wurden bislang nicht entdeckt. Im 8. Jahrhundert drangen arabisch-maurische Heere bis ins obere Ebro-Tal vor. Um das Jahr 1120 wurde die Gegend von Alfons I. von Aragón zurückerobert (reconquista). Später war sie zwischen den Königreichen Aragón und Kastilien umstritten; dieser Zustand endete erst mit der Eheschließung der Katholischen Könige Isabella I. von Kastilien und Ferdinand II. von Aragón im Jahr 1469.

## Sehenswürdigkeiten

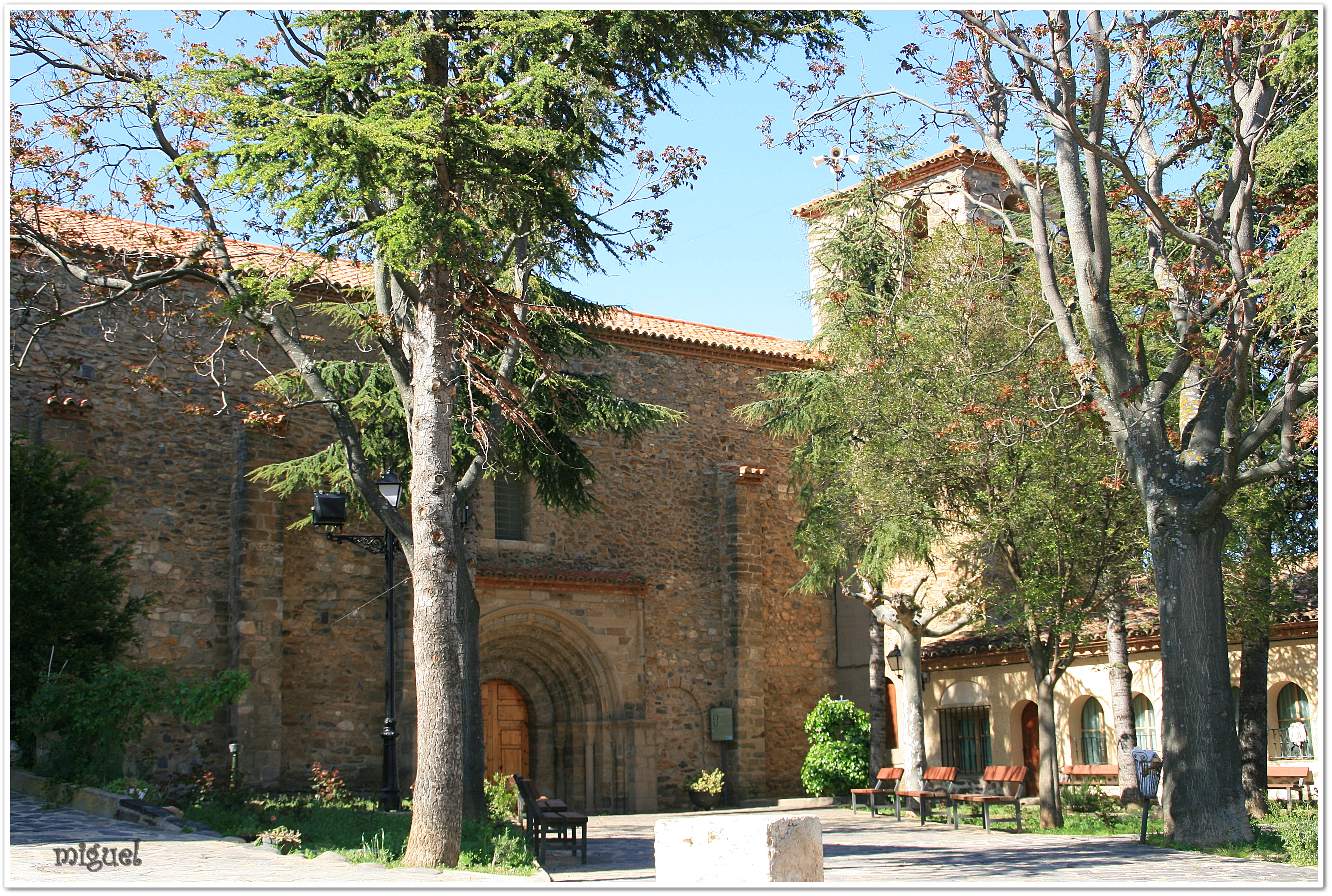
Añon de Moncayo – Iglesia de la Nuestra Señora de la Asunción

- Die ehemalige Burg (Castillo de los Comendadores) ist zum Teil in Stampflehmbauweise erbaut, was auf einen maurischen Ursprung hinweist; spätere Teile wie der Bergfried (torre del homenaje) wurden im 12. Jahrhundert unter der Aufsicht des Johanniterordens errichtet und bestehen sowohl aus nur grob behauenen Bruch- als auch aus Werksteinen.[4]
- Die Pfarrkirche Nuestra Señora de la Asunción hat romanische Ursprünge (Portal); die gotische Apsis ist rippengewölbt und polygonal gebrochen. Das Kirchenschiff wurde im 18. Jahrhundert durch ein Stichkappengewölbe dem barocken Zeitgeschmack angepasst. Das Innere birgt mehrere interessante Ausstattungsgegenstände – darunter den im churrigueresken Stil gefertigten Hauptaltar (retablo) und ein halbkugelförmiges Taufbecken.[5]
- Von der Kirche San Juan sind nur noch Ruinen erhalten.[6]